# Tre danze bavaresi
Tre danze bavaresi, Op. 27, è un'opera orchestrale scritta nel 1895 dal compositore inglese Edward Elgar.

## Storia
È un arrangiamento per orchestra di tre del gruppetto di sei canzoni intitolate From the Bavarian Highlands. I testi originali delle canzoni furono scritti dalla moglie del compositore Alice, come ricordo di una vacanza che gli Elgar avevano goduto in Alta Baviera, principalmente a Garmisch, nell'autunno del 1894. Oltre ai titoli, Alice Elgar diede i sottotitoli delle canzoni come ricordo dei luoghi preferiti visitati durante le vacanze.
La suite fu eseguita per la prima volta il 23 ottobre 1897, diretta da Elgar in uno dei concerti di August Manns al Crystal Palace. The Times scrisse che Elgar aveva diretto i balli "in perfetto stile" e Manns il resto del programma.
Le tre danze sono:
- "The Dance (Sonnenbichl)"[4] – Allegretto giocoso 3/8, sol maggiore

- "Lullaby (Ad Hammersbach)" – Moderato 3/4, re maggiore

- "The Marksmen (presso Murnau)" – Allegro vivace 3/4, sol maggiore

Tutte e tre le danze sono caratteristiche del compositore. La prima è brillante e robusto, il secondo è Elgar nella sua delicata vena pastorale, con una melodia malinconica per il corno e la terza, la più lunga (circa quattro minuti e mezzo), è un finale di Elgar in miniatura, vivace all'inizio, che poi si allarga e infine accelera per finire in un tripudio di colori orchestrali.